# Różanecznik Warda
Różanecznik Warda (Rhododendron wardii W.W. Sm.) – gatunek rośliny z rodziny wrzosowatych. Nazwa nadana na cześć znanego badacza i kolekcjonera roślin Francisa Kingdon-Warda.

## Morfologia
Gatunek charakteryzuje się żółtymi kwiatami, które to niestety wytwarzają tylko starsze osobniki tego gatunku. Jego liście mają charakterystyczny do rozpoznania jajowaty kształt. Jest również odporny na mróz co stosowane jest przy tworzeniu nowych odmian. Gatunek ten dość rzadko dostępny jest w Polsce. Z odmian najczęstszych wyróżnia się odmiany 'Goldbukett', 'Goldcrone' i 'Ehrengold'.

## Kultywary
- 'Ehrengold'
- 'Goldbukett'
- 'Goldika'
- 'Goldkrone'
- 'Graf Lennart'
- 'Hachmann's Brasilia'
- 'Lachsgold'
- 'Stadt Westerstede'